# Gamasomorpha microps
Gamasomorpha microps là một loài nhện trong họ Oonopidae.
Loài này thuộc chi Gamasomorpha. Gamasomorpha microps được Eugène Simon miêu tả năm 1907.